# Kai (Uferbauwerk)

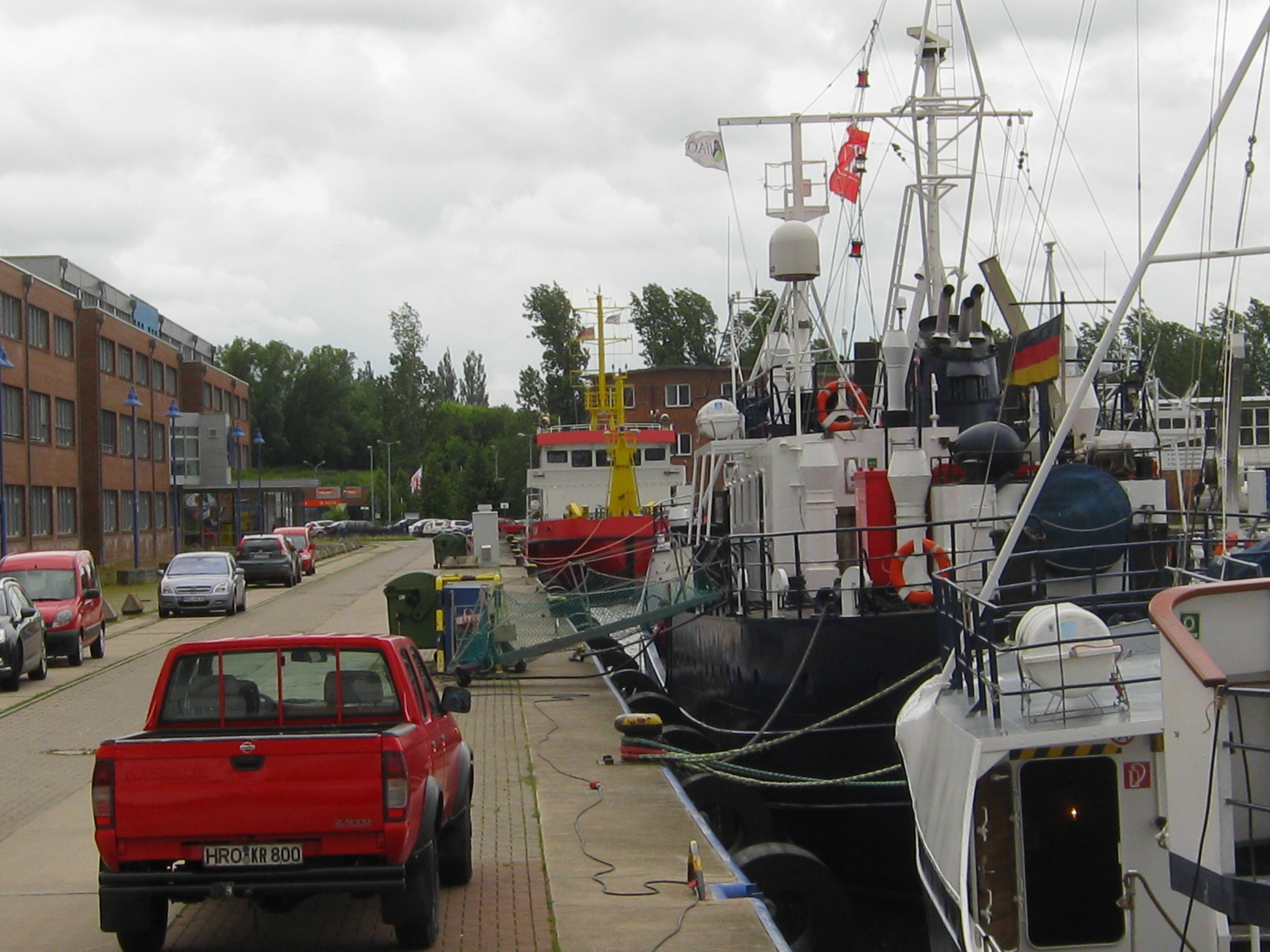
Kai im Rostocker Fischereihafen

Als einen Kai (österreichisches Hochdeutsch: [keː], bundesdeutsches Hochdeutsch: [kaɛ̯], Schweizer Hochdeutsch: der oder das Quai [keː]; im 17. Jahrhundert aus niederländisch kaai von französisch quai entlehnt), regional auch Kaje, bezeichnet man ein durch Mauern befestigtes Ufer – meist in Häfen oder an Fluss- oder Kanalufern zum Löschen und Laden von Schiffsladungen gelegen. Das Fahrwasser ist davor so tief, dass Schiffe festmachen können.
Die Kaimauer ist eine lotrechte oder fast lotrechte Mauer in massiver oder Pfahlrostbauweise, welche die Belastung durch Uferkräne, Eisenbahnwagen oder gestapelte Ladung tragen kann (siehe auch Spundwand). Auf bzw. an der Kaimauer befinden sich Poller oder Ringe zum Festmachen der Schiffe. Um mehr Platz für anlegende Schiffe zu schaffen, können die Kais durch Piers und Molen ergänzt werden.
An den Flussufern großer Städte haben sich die einstmals wichtigen Transportaktivitäten zu Schiff an die Stadtränder oder nach außerhalb verlagert. Der Name Kai ist für diese Uferbefestigungen jedoch erhalten geblieben. Sie dienen oft als Promenade oder Boulevard. Beispiele dafür sind der Quai d’Orsay (mit dem Außenministerium) am linken Seine-Ufer in Paris, das Limmatquai in Zürich oder der Franz-Josefs-Kai am stadtseitigen Ufer des Donaukanals in Wien.
In Bremen und Wilhelmshaven wird der Kai als Kaje bezeichnet. In Bremerhaven gibt es beide Bezeichnungen: Während im (bremischen) Hafen nördlich der Geeste „Kaje“ üblich ist (Columbuskaje, Stromkaje, Zerstörerkaje, Erzkaje), findet man im (hannoverschen) Geestemünde südlich der Geeste auch „Kai“ (Kaistraße, Kohlenkai, Fischkai). In Hamburg hat sich die Bezeichnung Kai durchgesetzt.